# تشوقاي
تشوقاي هي بلدة في مقاطعة كسبي في ولاية قشقداريا في أوزبكستان.